# Liste der Kulturdenkmäler in Mermuth
In der Liste der Kulturdenkmäler in Mermuth sind alle Kulturdenkmäler der rheinland-pfälzischen Ortsgemeinde Mermuth aufgeführt. Grundlage ist die Denkmalliste des Landes Rheinland-Pfalz (Stand: 27. Oktober 2023).

## Einzeldenkmäler
| Bezeichnung                          | Lage                               | Baujahr                | Beschreibung | Bild                           |
| ------------------------------------ | ---------------------------------- | ---------------------- | --- | ------------------------------ |
| Katholische Filialkapelle St. Marien | Kiefernweg, Ecke Lindenstraße Lage | um 1770                | Saalbau, um 1770 | Fotos hochladen                |
| Hofanlage                            | Kiefernweg 5 Lage                  | 18. Jahrhundert        | Hofanlage; Fachwerkhaus, teilweise massiv, Krüppelwalmdach, 18. Jahrhundert, Bruchsteinscheune, 19. Jahrhundert; bauliche Gesamtanlage | BW                             |
| Wohnhaus                             | Kiefernweg 7 Lage                  | frühes 19. Jahrhundert | Krüppelwalmdachbau, Fachwerk verkleidet, frühes 19. Jahrhundert | BW                             |
| Burgruine Rauschenburg               | nördlich des Ortes Lage            | 1332                   | 1332 während der Eltzer Fehde von Erzbischof Balduin von Trier als Trutzburg gegen die nahegelegenen Burgen Schöneck, Waldeck und Ehrenburg errichtet, Ersterwähnung 1340 („Rußenburg“); bereits 1456 zerstört; typische Trutzburg mit Zwinger (fünfseitiger Bering und keilartig vorstoßende Schildmauer), an der Westseite runder Bergfried und an der Ostseite Reste eines dreigeschossigen Palas; bauliche Gesamtanlage mit den angrenzenden Hängen | weitere Bilder Fotos hochladen |